# Leschenaultia thompsoni
Leschenaultia thompsoni är en tvåvingeart som beskrevs av Toma och Guimaraes 2002. Leschenaultia thompsoni ingår i släktet Leschenaultia och familjen parasitflugor. Inga underarter finns listade i Catalogue of Life.